# Redcanyonita
La redcanyonita és un mineral de la classe dels sulfats. Rep el nom de Red Canyon, als Estats Units, on es troba la seva localitat tipus.

## Característiques
La redcanyonita és un sulfat de fórmula química (NH₄)₂Mn[(UO₂)₄O₄(SO₄)₂](H₂O)₄. Va ser aprovada com a espècie vàlida per l'Associació Mineralògica Internacional l'any 2016, i la primera publicació data del 2018. Cristal·litza en el sistema monoclínic. Està relacionada estructuralment amb la zippeïta. Presenta una combinació única, sent el primer mineral en combinar nitrogen, manganès i urani.
L'exemplar que va servir per a determinar l'espècie, el que es coneix com a material tipus, es troba conservat a les col·leccions mineralògiques del Museu d'Història Natural del Comtat de Los Angeles, a Los Angeles (Califòrnia) amb els números de catàleg: 66293, 66294, 66295, 66296, 66297 i 66298.

## Formació i jaciments
Va ser descoberta a la mina Blue Lizard, situada a Red Canyon, dins el comtat de San Juan (Utah, Estats Units). Es tracta de l'únic indret de tot el planeta on ha estat descrita aquesta espècie mineral, tot i que a la propera mina Markey podria haver estat trobada també.